# Изомерия
Изомери́я (от др.-греч. ἴσος — равный + μέρος — доля, часть) — явление, заключающееся в существовании химических соединений — изомеров, — одинаковых по атомному составу и молекулярной массе, но различающихся по строению или расположению атомов в пространстве и, вследствие этого, по свойствам.

## Исторические сведения
В итоге дискуссии Ю. Либиха и Ф. Вёлера в 1823 году было установлено, что существуют два резко различных по свойствам вещества состава AgCNO — циановокислое (AgNCO) и гремучее (AgONC) серебро. Ещё одним примером послужили винная и виноградная кислоты, после исследования которых Й. Берцелиус в 1830 году ввёл термин «изомерия» и высказал предположение, что различия возникают из-за «различного распределения простых атомов в сложном атоме» (то есть, в современных терминах, молекуле).
Подлинное объяснение изомерия получила лишь во 2-й половине XIX века на основе теории химического строения А. М. Бутлерова (структурная изомерия) и стереохимического учения Я. Г. Вант-Гоффа (пространственная изомерия).

## Структурная изомерия
Структурная изомерия — результат различий в химическом строении. К этому типу относят:

### Изомерия углеродной цепи (углеродного скелета)

Структурная изомерия. Антрацен (I) и фенантрен (II); циклобутан (III) и метилциклопропан (IV)

Изомерия углеродного скелета, обусловленная различным порядком связи атомов углерода. Простейший пример — бутан СН3—СН2—СН2—СН3 и изобутан (СН3)3СН. Другие примеры: антрацен и фенантрен (формулы I и II, соответственно), циклобутан и метилциклопропан (III и IV).

### Валентная изомерия

Валентная изомерия. Бензол (V); бицикло[2.2.0]гекса-2,5-диен (VI); призман (VII); бензвален (VIII)

Валентная изомерия — особый вид структурной изомерии, при которой изомеры можно перевести друг в друга лишь за счёт перераспределения связей. Например, валентными изомерами бензола (V) являются бицикло[2.2.0]гекса-2,5-диен (VI, «бензол Дьюара»), призман (VII, «бензол Ладенбурга»), бензвален (VIII).

### Изомерия функциональной группы (межклассовая изомерия)
Различается характером функциональной группы; например, этанол (CH3—CH2—OH) и диметиловый эфир (CH3—O—CH3).

### Изомерия положения
Тип структурной изомерии, характеризующийся различием положения одинаковых функциональных групп или кратных связей при одинаковом углеродном скелете. Пример: 2-хлорбутановая кислота и 4-хлорбутановая кислота.

### Метамерия
Метамерия — вид структурной изомерии, для которого характерно различное распределение углеродных атомов между несколькими углеводородными радикалами, разделёнными в молекуле гетероатомом. Метамерия известна в рядах алифатических простых эфиров, сложных эфиров, тиоспиртов и аминов. В настоящее время термин используется редко.
На данный вид изомерии ещё указывал А. М. Бутлеров, называя его «изомерия нецельных структур».
Пример: CH3CH2OCH2CH3 — диэтиловый эфир и CH3OCH2CH2CH3 — метилпропиловый эфир.

## Пространственная изомерия (стереоизомерия)
Пространственная изомерия (стереоизомерия) возникает в результате различий в пространственной конфигурации молекул, имеющих одинаковое химическое строение.
Этот тип изомерии подразделяют на энантиомерию (оптическую изомерию) и диастереомерию.

### Энантиомерия (оптическая изомерия)
Энантиомерами (оптическими изомерами, зеркальными изомерами) являются пары оптических антиподов — веществ, характеризующихся противоположными по знаку и одинаковыми по величине вращениями плоскости поляризации света при идентичности всех других физических и химических свойств (за исключением реакций с другими оптически активными веществами и физических свойств в хиральной среде). Необходимая и достаточная причина возникновения оптических антиподов — принадлежность молекулы к одной из следующих точечных групп симметрии: Cn, Dn, T, O или I (хиральность). Чаще всего речь идёт об асимметрическом атоме углерода, то есть об атоме, связанном с четырьмя разными заместителями.
Асимметрическими могут быть и другие атомы, например атомы кремния, азота, фосфора, серы. Наличие асимметрического атома — не единственная причина энантиомерии. Так, имеют оптические антиподы производные адамантана (IX), ферроцена (X), 1,3-дифенилаллена (XI), 6,6'-динитро-2,2'-дифеновой кислоты (XII). Причина оптической активности последнего соединения — атропоизомерия, то есть пространственная изомерия, вызванная отсутствием вращения вокруг простой связи. Энантиомерия также проявляется в спиральных конформациях белков, нуклеиновых кислот, в гексагелицене (XIII).

### Диастереомерия
Диастереомерными считают любые комбинации пространственных изомеров, не составляющие пару оптических антиподов. Различают σ- и π-диастереомеры.

#### σ—диастереомерия
σ-диастереомеры отличаются друг от друга конфигурацией части имеющихся в них элементов хиральности. Так, диастереомерами являются (+)-винная кислота и мезо-винная кислота, D-глюкоза и D-манноза, например:

#### π—диастереомерия (геометрическая изомерия)
π-диастереомеры, называемые также геометрическими изомерами, отличаются друг от друга различным пространственным расположением заместителей относительно плоскости двойной связи (чаще всего С=С и С=N) или цикла. К ним относятся, например, малеиновая и фумаровая кислоты (формулы XIV и XV соответственно), (Е)- и (Z)-бензальдоксимы (XVI и XVII), цис- и транс-1,2-диметилциклопентаны (XVIII и XIX).

## Изомеризация
Химические превращения, в результате которых структурные изомеры превращаются друг в друга, называется изомеризацией. Такие процессы имеют важное значение в промышленности. Так, например, проводят изомеризацию нормальных алканов в изоалканы для повышения октанового числа моторных топлив; изомеризуют пентан в изопентан для последующего дегидрирования в изопрен. Изомеризацией являются и внутримолекулярные перегруппировки, из которых большое значение имеет, например, перегруппировка Бекмана — превращение циклогексаноноксима в капролактам (сырьё для производства капрона).
Процесс взаимопревращения энантиомеров называется рацемизацией: она приводит к исчезновению оптической активности в результате образования эквимолярной смеси (−)- и (+)-форм, то есть рацемата. Взаимопревращение диастереомеров приводит к образованию смеси, в которой преобладает термодинамически более устойчивая форма. В случае π-диастереомеров это обычно транс-форма. Взаимопревращение конформационных изомеров называется конформационным равновесием.
Явление изомерии в огромной степени способствует росту числа известных (и ещё в большей степени — числа потенциально возможных) соединений. Так, возможное число структурно-изомерных дециловых спиртов — более 500 (известно из них около 70), пространственных изомеров здесь более 1500.
При теоретическом рассмотрении проблем изомерии все большее распространение получают топологические методы; для подсчёта числа изомеров выведены математические формулы[какие?].